# Отервил (Мисури)
Отервил (енгл. Otterville) град је у америчкој савезној држави Мисури.

## Демографија
По попису из 2010. године број становника је 454, што је 22 (-4,6%) становника мање него 2000. године.
| Група             | 2000.       | 2010.       |
| Белци             | 466 (97,9%) | 432 (95,2%) |
| Афроамериканци    | 0 (0,0%)    | 6 (1,3%)    |
| Азијати           | 0 (0,0%)    | 0 (0,0%)    |
| Хиспаноамериканци | 4 (0,8%)    | 5 (1,1%)    |
| Укупно            | 476         | 454         |